# نیم‌قطر بزرگ

نیم‌قطر اطول یک بیضی

در هندسه، از اصطلاح نیم‌قُطر بُزُرگ یا نیم‌قُطر اَطوَل برای توصیف ابعاد اشکال بیضی و هذلولی استفاده می‌شود.

## در بیضی
قطر بزرگ یک بیضی طولانی‌ترین قطر آن است. قطر بیضی از مرکز و دو کانون بیضی می‌گذرد و نقطه‌های پایانی آن دورترین نقطه‌های شکل نسبت به هم هستند.
نصف قطر بزرگ را نیم‌قطر بزرگ می‌گویند. نیم‌قطر بزرگ از مرکز آغاز می‌شود و از طریق یک کانون به لبهٔ بیضی می‌رسد.